# Brand Overeem
Brand Overeem (6 september 1946) is een Nederlands fotograaf. Hij kreeg bekendheid met zijn fotoboeken over Veluwse bewoners, waaronder Het leven van Evert en Beschouw ons maar als een uitzondering.

## Levensloop
Overeem begon als zestienjarige met fotograferen. Hij werkte 37 jaar voor de Amersfoortse Courant, het Veluws Dagblad en het Utrechts Nieuwsblad. Hij stelde fotoboeken over Veluwse bewoners samen, waaronder Het leven van Evert en Beschouw ons maar als een uitzondering. In 2004 had hij een ernstig auto-ongeluk, waardoor hij moest stoppen met werken. In 2014 werd een selectie van 400 van zijn foto's opgenomen in de collectie van het Rijksmuseum Amsterdam, bestaande uit de serie over Evert en een selectie van andere foto's. In 2016 kreeg hij de oeuvreprijs "Met Het Oog op Amersfoort" en ontving hij de Sint-Jorispenning van de stad Amersfoort. Theaterhuize L.I.N.D.A. maakte in 2016 Met eigen ogen gezien, een toneelstuk gebaseerd op Beschouw ons maar als een uitzondering.

## Tentoonstelling
- zomer 2024, Foto-expositie samen met beeldhouwer, boekenmaker en broer Gerard Overeem, De Zonnehof (033Rietveldpaviljoen), Amersfoort.[5]

## Publicaties
- Brand Overeem & Arjeh Kalmann, Beschouw ons maar als een uitzondering
- Brand Overeem & Bert Paasman, Het leven van Evert
- Brand Overeem & Bert Paasman, Mariahoeve drie gezusters en de strijd om het bestaan
- Brand Overeem & Arjeh Kalmann, Allenig zijn is maar een wankele basis
- Brand Overeem, Geertje, 't hooi moet om
- Brand Overeem, Tussen hel en paradijs
- Brand Overeem, Jacob Overeem, het schrijvend hart van de Veluwe
- Brand Overeem Sietzo Dijkhuizen, Struinen